# Kalte Synagoge (Mahiljou)

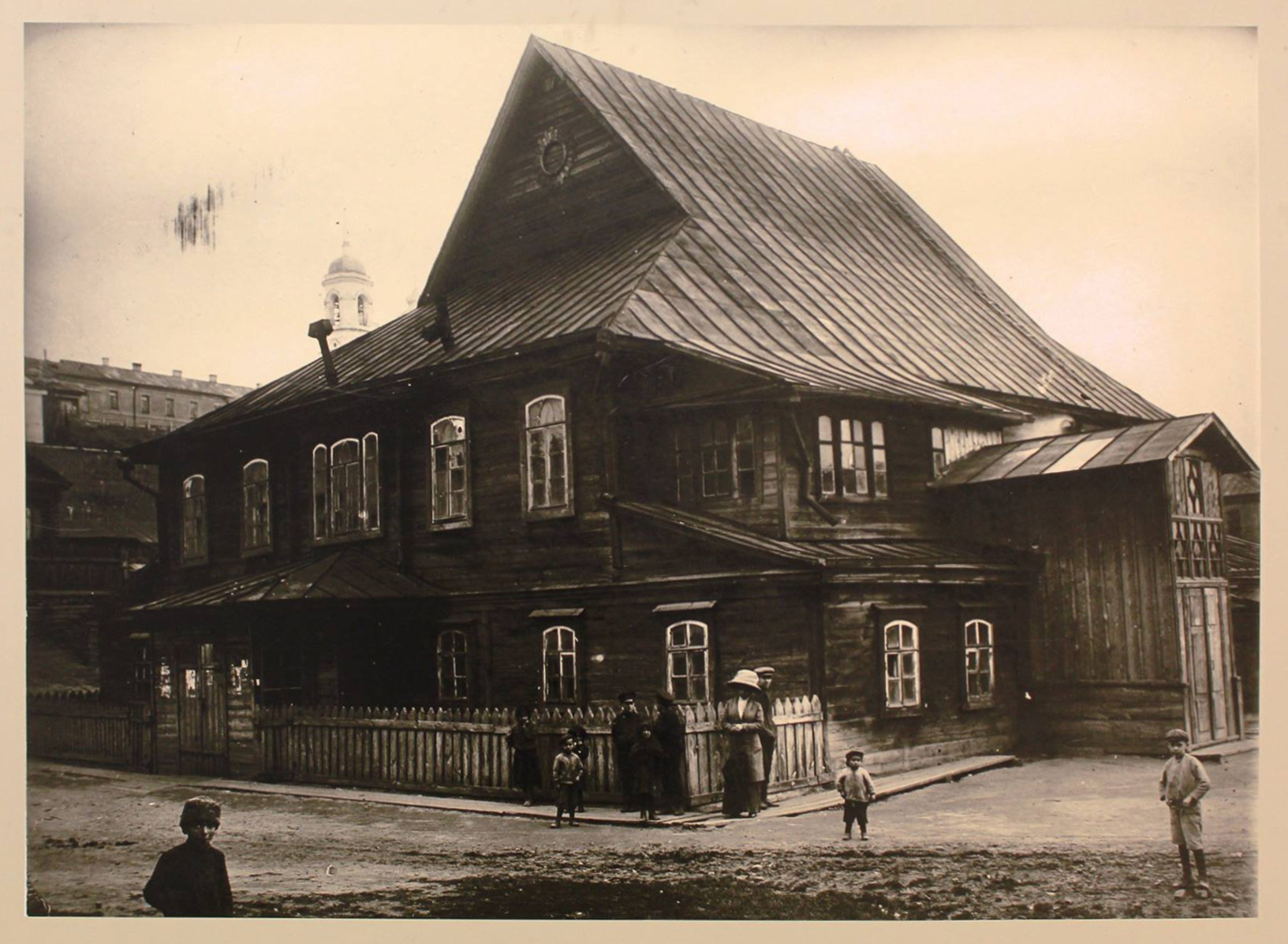
Synagoge in 1913

Die Kalte Synagoge in Mahiljou (Mogilew), einer belarussischen Stadt in der Mahiljouskaja Woblasz, wurde in der zweiten Hälfte des 17. Jahrhunderts erbaut. Die Synagoge aus Holz wurde 1938 auf Anordnung der sowjetischen Behörden abgerissen. Sie hatte ihren Namen daher, dass sie im Winter nicht beheizt war. 

## Geschichte
In Mahiljou ist die Anwesenheit von Juden bereits für 1522 und der Bau einer Synagoge für 1651 belegt. Diese war ein Vorgängerbau der Kalten Synagoge, deren Baujahr nicht gesichert ist. Als frühestes wird circa 1680 angegeben, während Maria und Kazimierz Piechotka von der ersten Hälfte des 18. Jahrhunderts ausgehen. Sicher ist, dass es vor 1740 war, da diese Jahreszahl auf den Gemälden der Innenwand auftaucht.
Nach der Oktoberrevolution und der Machtergreifung der Bolschewiki wurde das Gebäude zunächst als geschütztes Bauwerk eingestuft. Allerdings beschlossen die Behörden 1937, die Synagoge zu schließen und ein Jahr später abzureißen.

## Architektur
Von der Synagoge sind nur wenige Außenaufnahmen erhalten. Sie war mit einem hohen Fußwalmdach bedeckt. An den Seiten waren Zwillingsfenster, die teilweise von späteren Anbauten verdeckt waren.
In den Dachstuhl war eine achteckige Kuppel eingebaut, die aus trapezförmigen Feldern bestand. Die Felder zu den Seiten waren dabei breiter als die zu den Ecken hin.

## Innenmalereien
Der jüdische Künstler Chaim Segal, Sohn des Isaak Segal, verzierte um 1740 die Innenwände der Synagoge mit dekorativen, polychromen Gemälden. Dabei „umging“ er das Bildnisverbot für Menschen, indem er seinen Tiergestalten menschliche Gesichter gab. El Lissitzky und Issachar Ber Ryback zeichneten 1916 im Rahmen eines Auftrags, jüdische Kunstwerke aus den Shtetln Osteuropas zu dokumentieren, die Gemälde im Inneren auf.

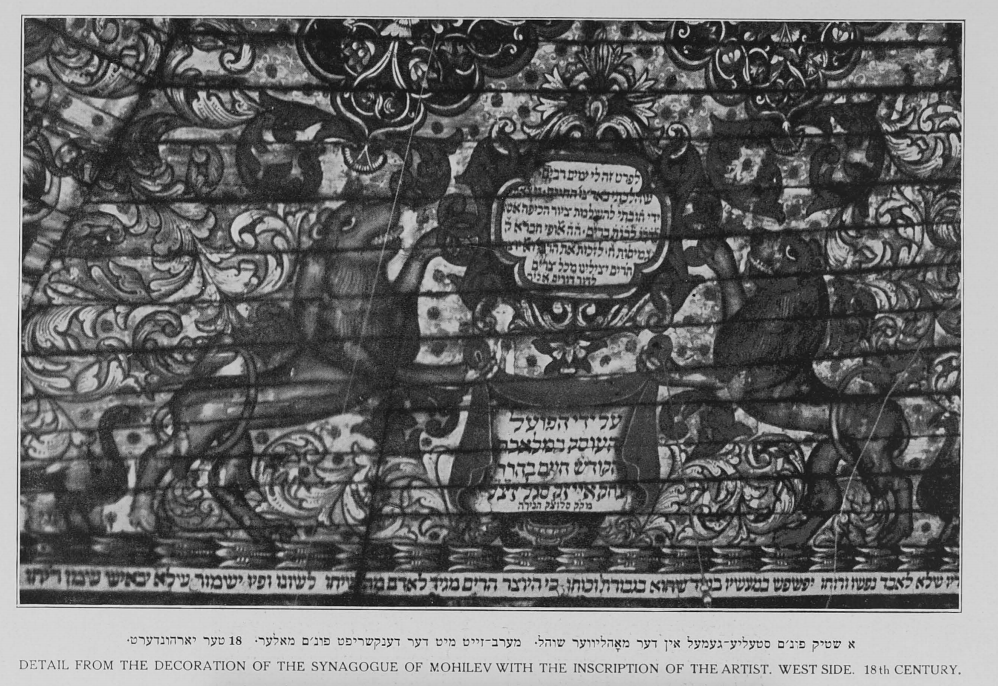
Foto: Gemälde der Kuppel
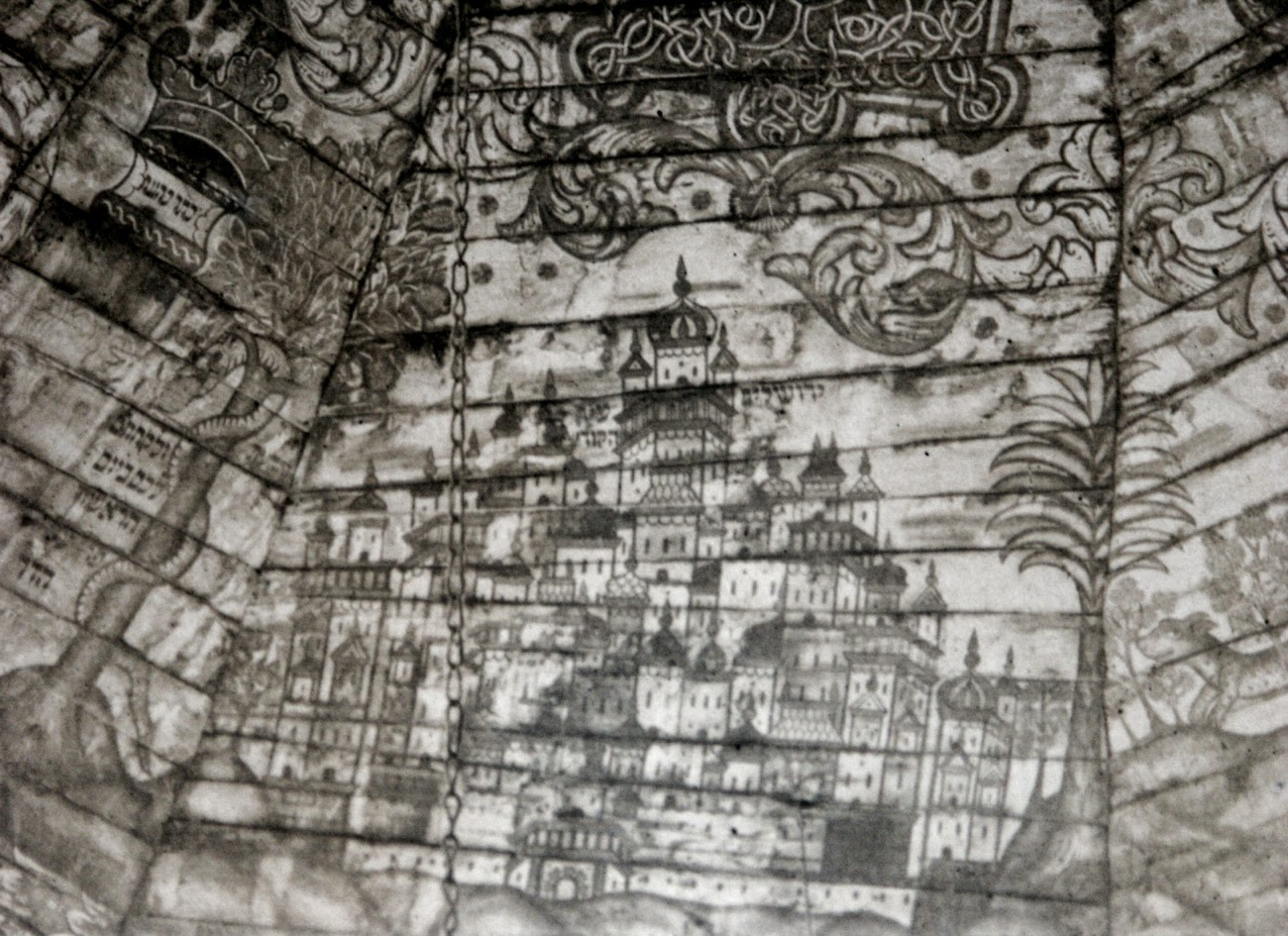
Foto: Gemälde der Kuppel
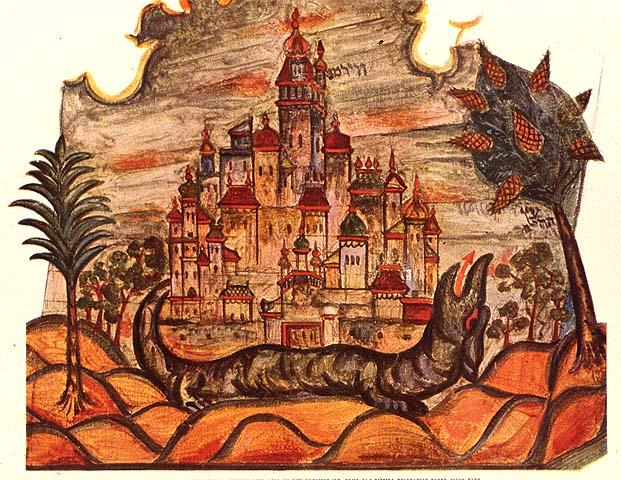
Aufzeichnung von El Lissitzky
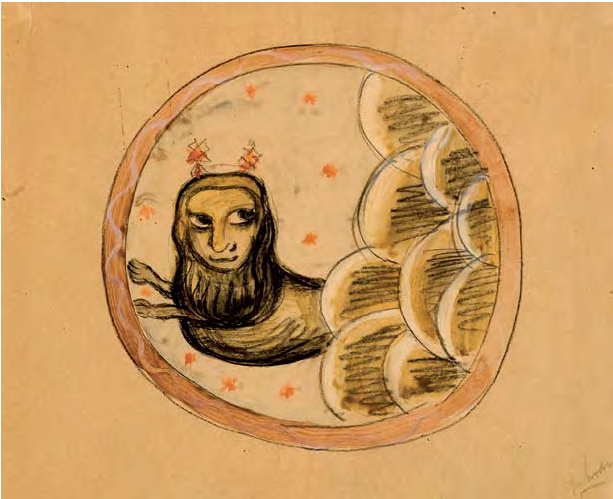
Aufzeichnung von El Lissitzky
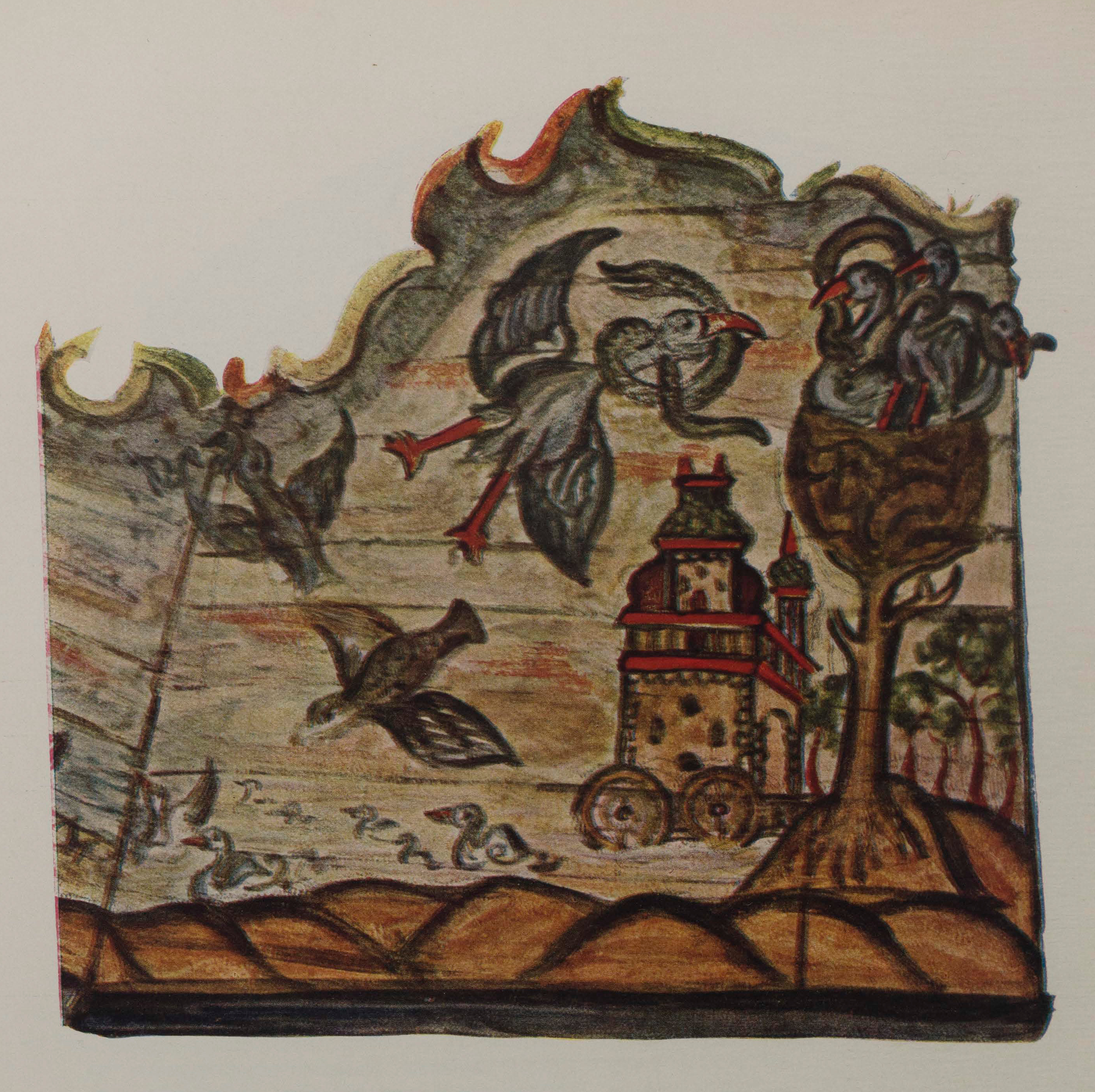
Aufzeichnung von El Lissitzky

Marc Chagall behauptete, dass Chaim Segal sein Urgroßvater gewesen sei; dafür gibt es aber keine Belege.